# Jesús Herrero
Pour les articles homonymes, voir Herrero.
Herrero  de la Herrán est un nom espagnol. Le premier nom de famille, en général paternel, est Herrero ; le second, en général maternel, souvent omis, est de la Herrán.
Jesús Herrero de la Herrán (né le 15 mai 1990) est un coureur cycliste espagnol, actif dans les années 2000 et 2010.

## Biographie
Dans les catégories de jeunes, Jesús Herrero court au club Almacenes Lavín. Il rejoint ensuite l'équipe basque Seguros Bilbao en 2009. Dès sa première saison, il devient champion régional de Cantabrie du contre-la-montre chez les espoirs (moins de 23 ans).
En 2010, il devient champion de Cantabrie sur route espoirs à El Astillero. Il obtient également diverses places d'honneur dans le calendrier national et basque. En 2011, il s'impose sur le Gran Premio San José. Au mois de mai, il participe au Tour de la communauté de Madrid parmi les professionnels, sous les couleurs d'une sélection nationale espagnole. 
En 2012, il remporte le Gran Premio San José (pour la seconde année consécutive) et une étape du Tour de Palencia, tout en réalisant de nombreux tops 5. Il court sa dernière saison au plus haut niveau amateur en 2013, à 23 ans. 

## Palmarès
- 2008
  - Circuito Cántabro Junior
- 2009
  - Champion de Cantabrie du contre-la-montre espoirs
- 2010
  - Champion de Cantabrie sur route espoirs
  - 2e du San Gregorio Saria
  - 3e du championnat de Cantabrie du contre-la-montre espoirs
  - 3e de l'Andra Mari Sari Nagusia
- 2011
  - Gran Premio San José
  - 2e du Mémorial Agustín Sagasti
  - 2e de l'Antzuola Saria
  - 3e du Trofeo Santiago en Cos
- 2012
  - Gran Premio San José
  - 5e étape du Tour de Palencia
  - 2e du Circuito Nuestra Señora del Portal
- 2013
  - 2e du Circuit d'Escalante
  - 3e du Circuito Nuestra Señora del Portal